# Abejas, el arte del engaño
Abejas, el arte del engaño es una serie de televisión por internet de comedia argentina original de Flow. La ficción cuenta la historia de un profesor de teatro que incentiva a sus alumnos a llevar a la realidad una serie de técnicas de actuación muy ambiciosas. Está protagonizada por Fabián Vena, Pedro Alfonso, Sofía Morandi, Lionel Ferro, Lucas Spadafora, Fermín Bo, Carmela Barsamián y Mariel Percossi. La serie se estrenó el 9 de diciembre de 2021.

## Sinopsis
Octavio es un profesor de teatro y un actor que en el pasado disfrutó de un éxito efímero, pero que ahora brinda clases de teatro en su propia escuela, donde tiene un altercado generacional con sus alumnos, quienes toman la decisión de abandonar las clases con la idea de no volver más, sin embargo, la presencia de Pablo, un electricista que llega para arreglar unos problemas eléctricos en la escuela, lo ayudará a recuperar a sus exalumnos. Para ello, les propone llevar adelante unos ejercicios de teatro que implican unos simulacros extremos en la vida real para solucionar los problemas que más los afectan y angustian.

## Elenco

### Principal
- Fabián Vena como Octavio Bordeau.
- Pedro Alfonso como Pablo.
- Sofía Morandi como Trinidad «Trini».
- Lionel Ferro como Alejo Chaves.
- Lucas Spadafora como Nicolás.
- Fermín Bo como Juan.
- Carmela Barsamián como Catalina.
- Mariel Percossi como Martina.

### Participaciones
- Alejandro Müller como Hugo Carrillo (Episodio 2).
- María Eugenia Rodríguez como Claudia (Episodio 2).
- Nilda Raggi como Compradora (Episodio 3).
- Juan Pablo Cestaro como Agresor (Episodio 3).
- Lucas Barbero como Sebastián (Episodio 3).
- Franco Pucci como Agresor (Episodio 3).
- Florencia Prada como Carolina Torres (Episodio 4).
- Julieta Castro como Jazmín (Episodio 4).
- Martín Stark como Asistente de Carolina (Episodio 4).
- Gerardo Chendo como Alejo Chaves (Episodio 5).
- Yami Safdie como Luz (Episodio 6).
- Juampi González como Atilio (Episodio 6).
- Carina Torre como Ludmila (Episodio 6).
- Rodolfo Ranni como Horacio (Episodio 7).
- Romina Ricci como Rosario «Charo» Blanco (Episodio 8).
- Marcelo de Bellis como Germán Barrientos (Episodio 8).
- Coco Murphy como Paul López (Episodio 8).
- Daniel Campomenosi como Salazar (Episodio 8).
- Daniela Pantano como Mirna (Episodio 8).

## Episodios
| N.º | Título                | Dirigido por | Escrito por                         | Fecha de lanzamiento original |
| --- | --------------------- | ------------ | ----------------------------------- | ----------------------------- |
| 1   | «El nuevo teatro»     | Diego Suárez | Fernando Balmayor y Cecilia Libster | 9 de diciembre de 2021        |
| 2   | «Terapia de shock»    | Diego Suárez | Fernando Balmayor y Cecilia Libster | 9 de diciembre de 2021        |
| 3   | «Fumigadores»         | Diego Suárez | Fernando Balmayor y Cecilia Libster | 9 de diciembre de 2021        |
| 4   | «Luz, cámara, acción» | Diego Suárez | Fernando Balmayor y Cecilia Libster | 9 de diciembre de 2021        |
| 5   | «Atrapa sueños»       | Diego Suárez | Fernando Balmayor y Cecilia Libster | 9 de diciembre de 2021        |
| 6   | «Cronopio»            | Diego Suárez | Fernando Balmayor y Cecilia Libster | 9 de diciembre de 2021        |
| 7   | «Todos por el teatro» | Diego Suárez | Fernando Balmayor y Cecilia Libster | 9 de diciembre de 2021        |
| 8   | «El halcón de oro»    | Diego Suárez | Fernando Balmayor y Cecilia Libster | 9 de diciembre de 2021        |

## Desarrollo

### Producción
En agosto de 2021, se informó que Cablevisión Flow había dado luz a la producotra Dabope para la realización de la serie, en coproducción con LaFlia Contenidos y Cacodelphia Cine. A su vez, se comunicó que la serie constaría de 8 episodios dirigidos por Diego Suárez y escritos por Fernando Balmayor y Cecilia Libster.

### Rodaje
La fotografía principal de la serie inició a mediados de julio de 2021 en Buenos Aires. En septiembre del mismo año concluyeron las filmaciones.

### Casting
A mediados de agosto de 2021, se confirmó que el elenco principal estaba conformado por Fabián Vena, Pedro Alfonso, Sofía Morandi, Lionel Ferro, Fermín Bo, Carmela Barsamián, Lucas Spadafora y Mariel Percossi.

## Premios y nominaciones
| Lista de premios y nominaciones | Lista de premios y nominaciones | Lista de premios y nominaciones           | Lista de premios y nominaciones | Lista de premios y nominaciones | Lista de premios y nominaciones |
| Año                             | Organización                    | Categoría                                 | Nominado/a(s)                   | Resultado                       | Ref(s)                          |
| ------------------------------- | ------------------------------- | ----------------------------------------- | ------------------------------- | ------------------------------- | ------------------------------- |
| 2022                            | Premios Produ                   | Mejor serie infantil juvenil              | Abejas, el arte del engaño      | Nominado                        | [ 8 ]                           |
| 2022                            | Premios Produ                   | Mejor actor principal - Serie de comedia  | Fabián Vena                     | Nominado                        | [ 8 ]                           |
| 2022                            | Premios Produ                   | Mejor actor protagónico infanto / juvenil | Lucas Spadafora                 | Nominado                        | [ 8 ]                           |